# FC Kufstein
FC Kufstein is een Oostenrijkse voetbalclub uit Kufstein uit de deelstaat Tirol.
De club kwam in 1987 tot stand door de fusie van SC Kufstein en ESV Kufstein.
De clubkleuren werden blauw-wit-zwart (SC Kufstein had blauw-wit en ESV zwart-wit).

## Geschiedenis

### SV Kufstein
Sportverein Kufstein werd in 1919 opgericht. In 1930/31 speelde de club voor het eerst in de Landesliga Tirol, in die tijd de hoogst mogelijke speelklasse voor een club uit Tirol. De concurrentie was echter te zwaar en SV werd zevende en laatste. Na de degradatie speelde de club in Kreis Unterland en ondanks enkele titels daar wilde de club niet meer promoveren naar de hoogste klasse. Tijdens de Tweede Wereldoorlog werden de activiteiten gestaakt.

### SC Kufstein
Na het einde van de oorlog werd de club heropgericht als Sportclub Kufstein en werd ook wel SK Kufstein genoemd. De club speelde opnieuw in de Landesliga en werd in 1949 kampioen. Kufstein telde evenveel punten als Innsbrucker AC maar had een beter doelsaldo. Na het volgende seizoen plaatste de club zich voor de nieuwe Arlbergliga, die nu als tweede klasse voor Oostenrijk fungeerde. Daar speelde de club vier seizoenen. In 1981 kon de club promoveren naar de Regionalliga West (derde klasse). Na de titel in 1983 promoveerde de club naar de 2. Bundesliga. In het eerste seizoen werd de club voorlaatste en kon een degradatie net vermijden. Het volgende seizoen werd de zevende plaats op vijftien bereikt maar door een herstructurering van de competitie degradeerde de club toch. De club kon het volgend seizoen opnieuw de titel halen in de Regionalliga.

### FC Kufstein
In 1987 fuseerde de tweedeklasser met ESV Kufstein en werd zo FC Kufstein. De club speelde tot 1990 in de tweede klasse. De terugkeer kwam er na seizoen 1992/93. In het tweede seizoen werd de beste plaats bereikt, negende. In 1998 degradeerde de club opnieuw. Daar speelde de club zes jaar mee in de voorste rangen maar kon niet promoveren. In 2005 promoveerde de club dan weer naar de tweede klasse, maar degradeerde opnieuw na één seizoen.

## Eindklasseringen (grafisch) vanaf 1988
- 1988 6e
2. Liga
- 1989 3e
2. Liga
- 1990 12e
2. Liga
- 1991 6e
Regionalliga
- 1992 4e
Regionalliga
- 1993 1e
Regionalliga
- 1994 11e
2. Liga
- 1995 9e
2. Liga
- 1996 12e
2. Liga
- 1997 10e
2. Liga
- 1998 13e
2. Liga
- 1999 6e
Regionalliga
- 2000 5e
Regionalliga
- 2001 3e
Regionalliga
- 2002 5e
Regionalliga
- 2003 4e
Regionalliga
- 2004 6e
Regionalliga
- 2005 1e
Regionalliga
- 2006 10e
2. Liga
- 2007 4e
Regionalliga
- 2008 2e
Regionalliga
- 2009 6e
Regionalliga
- 2010 5e
Regionalliga
- 2011 4e
Regionalliga
- 2012 5e
Regionalliga
- 2013 4e
Regionalliga
- 2014 8e
Regionalliga
- 2015 8e
Regionalliga
- 2016 11e
Regionalliga
- 2017 7e
Regionalliga
- 2018 10e
Regionalliga
- 2019 4e
Regionalliga
- 2020 8e
Regionalliga
- 2021 4e
Regionalliga
- 2022 6e
Regionalliga
- 2023 4e
Regionalliga

- 2. Liga
- Regionalliga

De 2. Liga stond tot en met 2018 als Erste Liga bekend. 